# Castelletto Molina
Castelletto Molina é uma comuna italiana da região do Piemonte, província de Asti, com cerca de 169 habitantes. Estende-se por uma área de 3 km², tendo uma densidade populacional de 56 hab/km². Faz fronteira com Alice Bel Colle (AL), Castel Rocchero, Fontanile, Quaranti.

## Demografia
| Variação demográfica do município entre 1861 e 2011                               |
|                                                                                   |
| Fonte: Istituto Nazionale di Statistica (ISTAT) - Elaboração gráfica da Wikipedia |